# Neve
Pour les articles homonymes, voir Névé (homonymie).
 (juillet 2019).
Si vous disposez d'ouvrages ou d'articles de référence ou si vous connaissez des sites web de qualité traitant du thème abordé ici, merci de compléter l'article en donnant les références utiles à sa vérifiabilité et en les liant à la section « Notes et références ».

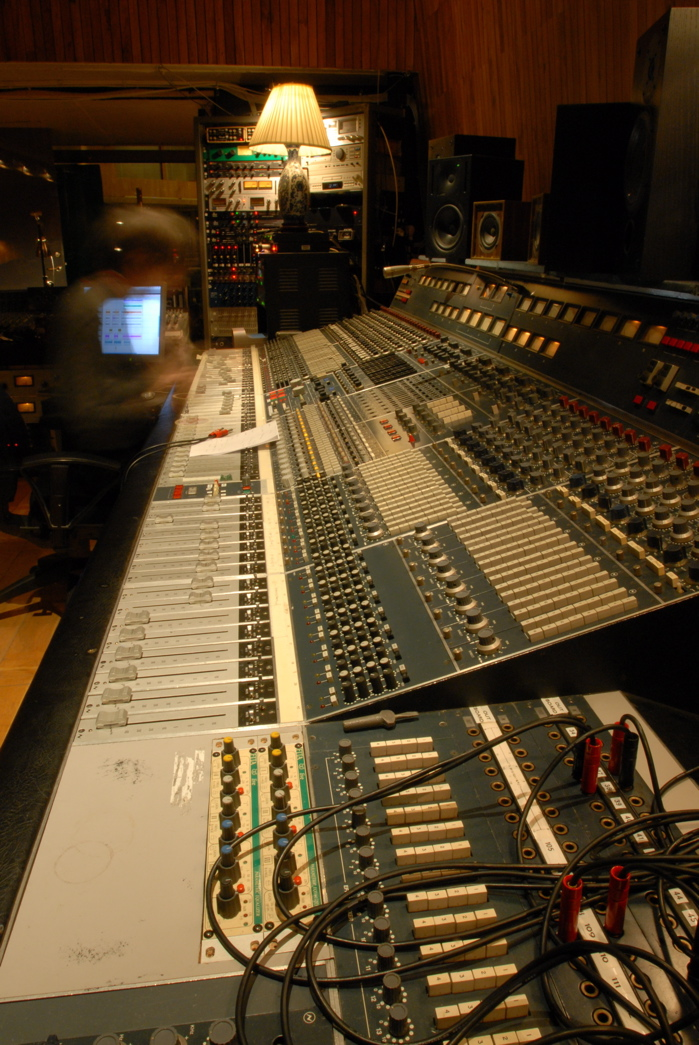
Exemple de matériel Neve

Neve est une marque de matériel audio haut de gamme fondée par l’ingénieur du son anglais Rupert Neve.